# Friedrich Gernsheim
Friedrich  Gernsheim (født 17. juli 1839 i Worms, død 10. september 1916 i Berlin) var en tysk komponist. 
Efter at have studeret i Leipzig og Paris virkede Gernsheim forskellige steder navnlig som klaverlærer, indtil han i 1874 blev direktør for konservatoriet i Rotterdam.
Denne stilling opgav Gernsheim i 1890 for at overtage ledelsen af den Sternske sangforening i Berlin; i 1901 blev han kaldet til leder af det kongelige akademis Meisterschule für Komposition. 
Gernsheim, der var fremragende som lærer, har komponeret nogle symfonier og korværker samt en del kammermusik, hvilket sidste felt han særlig dyrkede med talent.